# Опсада Никомедије
Опсада Никомедије трајала је од 1333. до 1337. године. Завршена је турским освајањем града.

## Опсада
Од 1299. године, новоосновано Османско царство полако али сигурно осваја територије Византије у Азији. Освојене су Бурса и Никеја. Након пада Никеје било је само питање времена када ће Турци освојити Никомедију. Византијски цар је покушао подмитити Орхана нудећи му данак у замену за мир. Споразум је био краткотрајан, Турци освајају Никомедију 1337. године.